# Фриновский, Михаил Петрович
Михаи́л Петро́вич Фрино́вский (26 января [7 февраля] 1898, Наровчат, Пензенская губерния — 4 февраля 1940, Москва) — деятель советских органов госбезопасности, командарм 1-го ранга (1938). Один из непосредственных организаторов «Большого террора». Член ЦИК СССР 7-го созыва, депутат Верховного Совета СССР 1-го созыва. Арестован в 1939 году по обвинению в «организации троцкистско-фашистского заговора в НКВД», в следующем году казнён. Не реабилитирован.
Один из ближайших сотрудников Ежова и главных организаторов Большого террора. Один из главных организаторов репрессий в РККА, принимал непосредственное участие в организации Московских процессов. Был одним из организаторов массовых политических репрессий в Монголии.

## Биография

### Детство и юность
Михаил Фриновский родился в начале 1898 года в городе (ныне село) Наровчат Пензенской губернии.
До Первой мировой войны учился в духовном училище в Краснослободске.
В январе 1916 года поступил в кавалерию вольноопределяющимся, служил в чине унтер-офицера. В январе — августе 1916 года дезертировал. Был связан с анархистами, участвовал в убийстве генерал-майора М. А. Бема.
С марта 1917 года Фриновский — счетовод-бухгалтер военного госпиталя. Участник июльского восстания 1917 года. В сентябре того же года вступил в Красную гвардию в Хамовниках (Москва), командовал группой красногвардейцев, участвовал в штурме Кремля, был тяжело ранен. Вплоть до февраля 1918 года находился на излечении в Лефортовском госпитале.

### Революция и карьера в органах госбезопасности

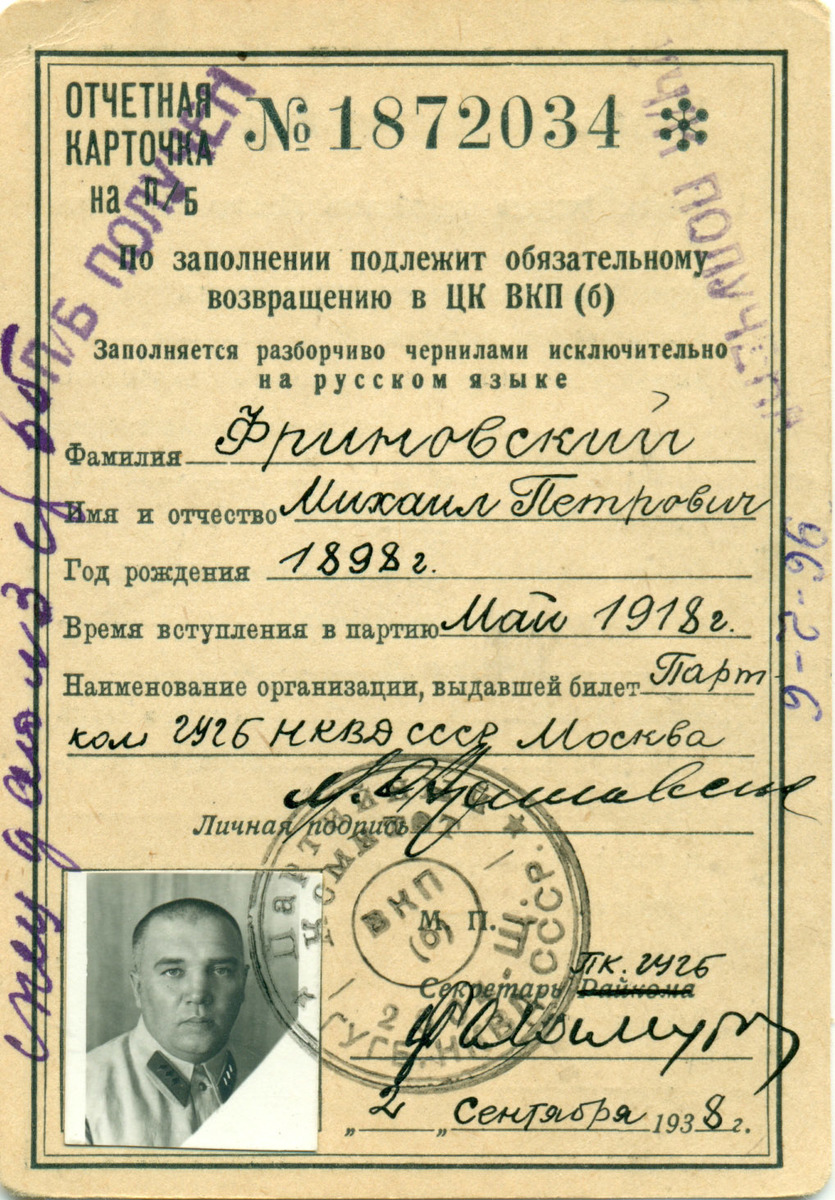
Отчётная карточка на партийный билет образца 1936 года № 1872034, принадлежавший М. П. Фриновскому

В марте — июле 1918 года работал помощником смотрителя Ходынской больницы. Вступил в РКП(б), работал в партийной ячейке и месткоме Ходынской больницы. В июле 1918 года записался в Красную армию, служил командиром эскадрона, начальником Особого отдела 1-й Конной армии.
В 1919 году после тяжёлого ранения переведён на профсоюзную работу, а затем в органы ВЧК. Во второй половине 1919 года служил помощником начальника активной части Особого отдела Московской ЧК. Участвовал в важнейших операциях ЧК — разгроме анархистов, ликвидации анархистских и повстанческих отрядов на Украине и так далее.
С декабря 1919 по апрель 1920 года служил в Особом отделе Южного фронта. В 1920 году был начальником активной части Особого отдела Юго-Западного фронта, заместителем начальника Особого отдела 1-й Конной армии. В 1921—1922 годах — заместитель начальника Особого отдела, заместитель начальника оперативного отряда Всеукраинской ЧК.
В 1922—1923 годах Фриновский — начальник общеадминистративной части и секретарь Киевского отдела ГПУ (с 23 июня 1923 года — начальник полпредства ОГПУ по Юго-Востоку).
В ноябре 1923 года его переводят на Северный Кавказ на должность начальника Особого отдела Северо-Кавказского военного округа. С марта 1924 года Фриновский — первый заместитель полпреда ОГПУ по Северному Кавказу. В 1925 году — начальник пограничной охраны Черноморского побережья Северо-Кавказского края, с января 1926 года — первый заместитель полпреда и начальник войск ГПУ СКК.
8 июля 1927 года был переведён в Москву на должность помощника начальника Особого отдела Московского военного округа. В 1927 году он окончил курсы высшего командного состава при Военной академии РККА имени Фрунзе. С 28 ноября 1928 по 1 сентября 1930 года был командиром-военкомом отдельной дивизии особого назначения имени Ф. Э. Дзержинского при коллегии ОГПУ СССР.
1 сентября 1930 года Фриновский назначен на должность председателя ГПУ Азербайджанской ССР. Был одним из организаторов раскулачивания в Азербайджане. 8 апреля 1933 года назначен начальником Главного управления пограничной охраны и войск ОГПУ СССР, руководил операцией по подавлению восстания в Синьцзяне.
Делегат XVII съезда ВКП(б) (26 января — 10 февраля 1934 года).
С образованием Народного комиссариата внутренних дел СССР 10 июля 1934 года Главное управление пограничной охраны и войск ОГПУ переименовано в Главное управление пограничной и внутренней охраны НКВД СССР. 11 июля его начальником назначен М. П. Фриновский.

### Большой террор
Фриновский был одним из главных бенефициаров первой чистки в НКВД, последовавшей за увольнением Г. Г. Ягоды. С падением Ягоды и назначением 26 сентября 1936 года наркомом внутренних дел Н. И. Ежова Фриновский 16 октября 1936 года был назначен заместителем наркома внутренних дел СССР, став третьим по старшинству в советском аппарате гос. безопасности. С 15 апреля 1937 года Фриновский являлся 1-м заместителем наркома внутренних дел СССР и возглавлял Главное управление государственной безопасности НКВД СССР. Руководил допросом Ягоды, в котором Сталин проявлял личный интерес. С упразднением ГУГБ 28 марта 1938 года возглавил Управление государственной безопасности (1-е управление) НКВД СССР. Ещё одним 1-м заместителем наркома 22 августа 1938 года был назначен Лаврентий Берия, который с уходом Фриновского из НКВД 8 сентября 1938 года также сменил его на посту начальника 1-го управления НКВД СССР — с 29 сентября 1938 года во главе вновь образованного ГУГБ.
12 декабря 1937 года избран депутатом Совета Союза Верховного Совета СССР 1-го созыва от Краснодарского края.

### Арест и казнь
8 сентября 1938 года был назначен наркомом Военно-морского флота СССР. 14 сентября 1938 года ему присвоено звание командарма 1-го ранга (минуя звание командарм 2-го ранга).
6 апреля 1939 года снят со всех постов и арестован по обвинению в «организации троцкистско-фашистского заговора в НКВД» (в чём признался). Содержался в Сухановской особой тюрьме. 4 февраля 1940 года Военной коллегией Верховного суда СССР приговорён к смертной казни. Перед этим казнили его жену и 17-летнего сына. Тело кремировано в Донском крематории.
Не реабилитирован.

## Семья
Брат — Фриновский Георгий Петрович (1908—?) — с января 1937 исполнял должность начальника штаба, с 7 октября 1937 командир 225-го конвойного полка; руководил конвоированием заключённых Соловецкого лагеря особого назначения к местам расстрела, с марта 1938 майор, к концу службы — полковник.
Жена — Фриновская Нина Степановна (1903, Рязань — 3 февраля 1940) — русская, беспартийная, образование высшее, аспирантка Института истории Академии наук СССР. Арестована 12 апреля 1939 года. 2 февраля 1940 года по обвинению в «сокрытии преступной контрреволюционной деятельности врагов народа» (то есть собственных мужа и сына) Военной коллегией Верховного Суда СССР приговорена к смертной казни. Расстреляна 3 февраля 1940 года. Реабилитирована Пленумом Верховного Суда СССР 12 января 1966 года.
Сын — Фриновский Олег Михайлович (1922, Харьков — 21 января 1940, Москва) — член ВЛКСМ, образование незаконченное среднее, учащийся 10-го класса 2-й московской специальной артиллерийской школы. Арестован 12 апреля 1939 года. 21 января 1940 года по обвинению в участии в «контрреволюционной молодёжной группе» приговорён Военной коллегией Верховного суда СССР к смертной казни. Расстрелян в тот же день. Реабилитирован Пленумом Верховного Суда СССР 12 января 1966 года.
В Москве Фриновский занимал 9-комнатную квартиру (Кропоткинская улица, дом 31, кв. 77), в которую после его ареста вселилась семья высокопоставленного сотрудника НКВД Вениамина Гульста.

## Мнения и оценки
В институте был известен такой случай. Слабо разбиравшийся в военно-морских делах тогдашний нарком Военно-морского флота М. П. Фриновский на совещаниях то и дело в довольно категоричной форме и, как правило, невпопад подавал реплики и делал замечания выступавшим товарищам. При этом он для подтверждения убедительности своих слов обращался к кому-либо из присутствующих: «Правильно ли я говорю», — и, получив утвердительный ответ, принимался за следующего выступающего.
И вот на одном из таких совещаний после очередной реплики Фриновский обратился за поддержкой к И. И. Грену. Иван Иванович поднялся и по-военному чётко ответил:
— Нет, товарищ нарком. В этом вопросе вы не разобрались и говорите неправильно.

Реакция была бурной. Однако истина восторжествовала. Некомпетентность М. П. Фриновского вскоре стала очевидной и в более высоких инстанциях. Через некоторое время он был освобождён от поста наркома. — Д. Ф. Устинов, книга воспоминаний «Во имя победы»

## Воинские звания
- Комкор (29.11.1935)[11]
- Командарм 1 ранга (14.09.1938)[12]

## Награды
- Орден Ленина (14.02.1936)
- 3 ордена Красного Знамени (1924, 20.12.1932; 03.02.1935)
- Орден Красной Звезды (22.07.1937)
- Орден Трудового Красного Знамени Азербайджанской ССР (04.03.1931)
- Орден Трудового Красного Знамени ЗСФСР (07.03.1932)
- Медаль «XX лет РККА» (22.02.1938)
- Нагрудный знак «Почётный работник ВЧК-ОГПУ (V)» (1925)
- Нагрудный знак «Почётный работник ВЧК-ОГПУ (XV)» (26.05.1933)
- Орден Красного Знамени (МНР) (25.10.1937)

Указом Президиума Верховного Совета СССР от 24 января 1941 года лишён государственных наград и воинского звания.